# Rajon Akzjabrski

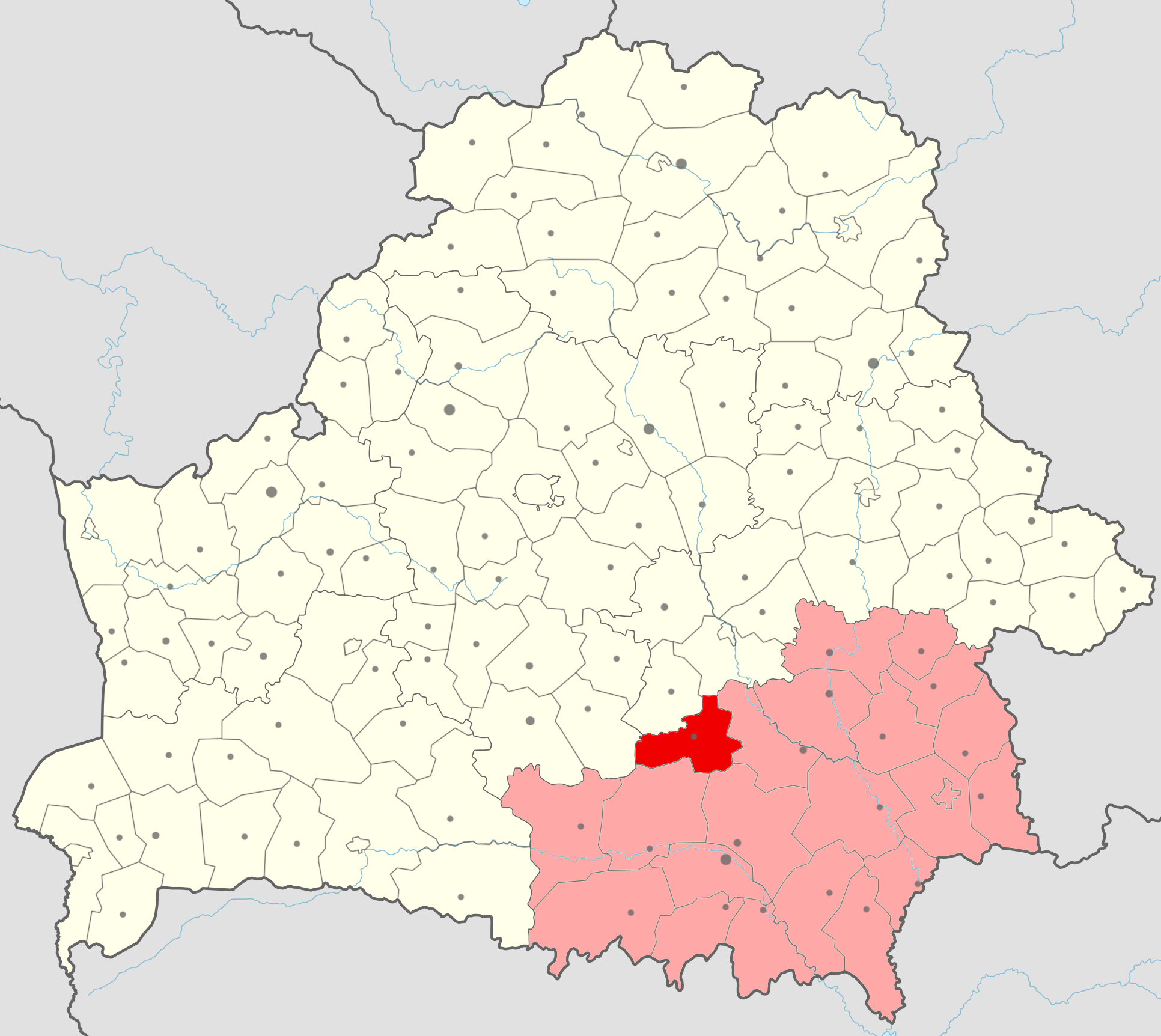
Rajon Akzjabrski, Karte

Der Rajon Akzjabrski (belarussisch Акцябрскі раён; russisch Октябрьский район) ist eine Verwaltungseinheit in der Homelskaja Woblasz in Belarus mit dem administrativen Zentrum in der Siedlung städtischen Typs Akzjabrski. Der Rajon hat eine Fläche von 1381 km².

## Geographie
Der Rajon Akzjabrski liegt im Nordwesten der Homelskaja Woblasz. Die Nachbarrajone in der Homelskaja Woblasz sind im Osten Swetlahorsk und im Süden Kalinkawitschy und Petrykau.